# دراك قلندران (زلاغي الشرقي)
دراك قلندران (بالفارسية: دورک قلندران) هي قرية تقع في إيران في قسم زلاغي الشرقي الریفي.